# Évêché titulaire de Nazianze
 (février 2025).
Si vous disposez d'ouvrages ou d'articles de référence ou si vous connaissez des sites web de qualité traitant du thème abordé ici, merci de compléter l'article en donnant les références utiles à sa vérifiabilité et en les liant à la section « Notes et références ».
Nazianze (en italien : Nazianzo) est un siège titulaire de l'Église catholique romaine.
Son origine remonte à un ancien diocèse dans l'ancienne ville de Nazianze, qui se trouvait en Cappadoce, en Asie mineure, dans l'actuelle Turquie. L'évêché faisait partie de la province ecclésiastique de Mocissus (de).
| Évêque titulaire de Nazianze |                                                                      | |                   |                  |
| Numéro                       | Nom                                                                  | nom | du                | au               |
| 1                            | Karl Weinberger (de)                                                 | Évêque auxiliaire de Wrocław (royaume de Bohême) ; à partir de 1621, évêque de Pićan                                                                 | 1620              | 1625             |
| 1                            | Marcus Vetter                                                        | Évêque auxiliaire d'Augsbourg (Allemagne) | 1546              | Novembre 1554    |
| 2                            | Charles-Maurice Le Tellier Évêque titulairepro hac vice              | Évêque coadjuteur de Reims (France) | 8 juillet 1668    | 3 août 1671      |
| 3                            | Giuseppe Mosti                                                       | | 16 décembre 1675  |                  |
| 4                            | Alessandro Bonaventura (es)                                          | | 23 février 1711   | 7 février 1721   |
| 5                            | Nicolò Maria Lercari Évêque titulaire pro hac vice                   | | 12 juin 1724      | 9 décembre 1726  |
| 6                            | Giovanni Minotto Ottoboni                                            | | 16 décembre 1726  | 8 février 1730   |
| 7                            | Marcello Passari Évêque titulaire pro hac vice                       | | 5 mars 1731       | 2 décembre 1733  |
| 8                            | Marcello Crescenzi Évêque titulaire pro hac vice                     | | 14 juillet 1739   | 16 décembre 1743 |
| 9                            | Enrico Enriquez Évêque titulaire pro hac vice                        | Nonce apostolique en Espagne | 16 décembre 1743  | 22 juillet 1754  |
| 10                           | Giovanni Maria Benzoni Évêque titulaire pro hac vice                 | Évêque émérite de Chioggia (Italie) | 11 septembre 1754 | 8 janvier 1757   |
| 11                           | Giovanni Battista Bortoli Évêque titulaire pro hac vice              | Évêque émérite de Feltre (Italie) | 28 mars 1757      | 14 mars 1776     |
| 12                           | Ottavio Boni Évêque titulaire pro hac vice                           | | 18 juillet 1783   | 3 mars 1808      |
| 13                           | Michele Belli (de) Évêque titulaire pro hac vice                     | | 26 septembre 1814 | 3 mars 1822      |
| 14                           | Giacomo Filippo Fransoni Évêque titulaire pro hac vice               | Nonce apostolique | 7 septembre 1822  | 2 octobre 1826   |
| 15                           | Giacomo Luigi Brignole Évêque titulaire pro hac vice                 | Nonce apostolique Évêque de la Curie (de) | 15 mars 1830      | 20 janvier 1834  |
| 16                           | Giovanni Battista de Albertis Évêque titulaire pro hac vice          | Évêque émérite de Vintimille (Italie) | 1836              |                  |
| 17                           | Joseph Sembratowicz (pl)                                             | | 24 mars 1865      | 27 juin 1870     |
| 18                           | Roger Vaughan (en) OSB Évêque titulaire pro hac vice                 | Évêque coadjuteur de Sydney (Australie) | 28 février 1873   | 16 mars 1877     |
| 19                           | Angelo Di Pietro Évêque titulaire pro hac vice                       | Évêque auxiliaire de Velletri-Segni (Italie) Nonce apostolique                                                                                       | 28 décembre 1877  | 16 janvier 1893  |
| 20                           | Beniamino Cavicchioni Évêque titulaire pro hac vice                  | Évêque de la Curie | 11 janvier 1894   | 22 juin 1903     |
| 21                           | Francisco Sáenz de Urturi y Crespo OFM Évêque titulaire pro hac vice | Archevêque émérite de Santiago de Cuba (Cuba) | 1903              | 13 décembre 1903 |
| 22                           | Angelo Dolci Évêque titulaire pro hac vice                           | Délégué apostolique en Équateur (en), Bolivie (en) et Pérou (en)                                                                                     | 9 décembre 1906   | 27 janvier 1911  |
| 23                           | Dionysius Schuler (de) OFM Évêque titulairepro hac vice              | | 27 octobre 1911   | 7 septembre 1926 |
| 24                           | Agostino Mancinelli (it)                                             | Évêque coadjuteur d'Aquino-Sora-Pontecorvo (Italie)                                                                                                  | 30 juin 1931      | 5 décembre 1933  |
| 25                           | Bernardo Bertoglio                                                   | Évêque auxiliaire de Palestrina (Italie) | 3 février 1934    | 15 février 1937  |
| 26                           | Salvatore Rotolo (it) SDB                                            | Évêque auxiliaire de Velletri Prélat de Altamura-Acquaviva delle Fonti (Italie)                                                                      | 5 octobre 1937    | 20 octobre 1969  |
| 27                           | Demetrius Greschuk (en)                                              | Évêque auxiliaire d'Edmonton (Canada) | 27 juin 1974      | 28 avril 1986    |
| 28                           | Miguel Mykycej (uk) FDP                                              | Évêque auxiliaire de Santa María del Patrocinio en Buenos Aires Administrateur apostolique de Santa María del Patrocinio en Buenos Aires (Argentine) | 23 juin 1990      | 24 avril 1999    |